# Diana Hayden
Diana Hayden (Hyderabad, 1º maggio 1973) è una modella, attrice e personaggio televisivo indiana, vincitrice del concorso di bellezza Miss Mondo 1997.

## Biografia
Ex Miss India 1997, Diana Hayden è stata incoronata quarantasettesima Miss Mondo il 22 novembre 1997 presso il Lake Berjaya Mahé Resort nelle Seychelles, ricevendo la corona dalla Miss Mondo uscente, la greca Irene Skliva. È la terza Miss Mondo indiana, dopo Reita Faria nel 1966 e Aishwarya Rai nel 1994.
Dopo l'anno di regno, Diana Hayden si è trasferita nel Regno Unito dove ha lavorato come modella e studiato recitazione presso la Royal Academy of Dramatic Arts e la Drama Studio London. In seguito ha partecipato ad alcune pellicole di Bollywood e ha partecipato a Bigg Boss, versione indiana del Grande fratello nel 2008.